# Bartłomiej Kałużny
Bartłomiej Jan Kałużny (ur. 14 grudnia 1974) – polski okulista, profesor medycyny, adiunkt i kierownik w Zakładzie Optometrii Collegium Medicum Uniwersytetu Mikołaja Kopernika w Bydgoszczy.

## Życiorys
Jest synem Józefa (profesora okulistyki) oraz bratem Jakuba (także okulisty). Dyplom lekarski zdobył w 1999 roku na Akademii Medycznej w Bydgoszczy.
Stopień doktorski uzyskał w 2005 roku na podstawie pracy Zmiany osiowych wymiarów poszczególnych struktur gałki ocznej w trakcie akomodacji u dzieci z miarowością, krótkowzrocznością i nadwzrocznością (promotorem był Jerzy Szaflik). Habilitował się w 2010 roku na podstawie oceny dorobku naukowego i pracy pod tytułem Zastosowanie spektralnej optycznej tomografii koherentnej w obrazowaniu przedniego odcinka gałki ocznej: badania własne. W październiku 2018 mianowany profesorem.
W latach 2001–2013 pracował w Klinice Chorób Oczu Collegium Medicum Uniwersytetu Mikołaja Kopernika w Bydgoszczy. Od 2014 roku pracuje jako adiunkt i kierownik w Zakładzie Optometrii. Od sierpnia 2018 kierownik Kliniki Okulistyki i Optometrii w Szpitalu Uniwersyteckim im. Biziela w Bydgoszczy. Należy do Polskiego Towarzystwa Okulistycznego, gdzie pełni funkcję wiceprzewodniczącego Sekcji Chirurgii Zaćmy i Chirurgii Refrakcyjnej. Odbył staże zagraniczne, m.in. w Madrycie oraz w Moorfields Eye Hospital w Londynie i Dubaju.
Swoje prace publikował w czasopismach krajowych i zagranicznych, między innymi w „Klinice Ocznej” i „Okulistyce”. Zainteresowania kliniczne i badawcze B. Kałużnego dotyczą chirurgii zaćmy, chirurgii refrakcyjnej, chorób rogówki i powierzchni oka (wykonuje m.in. przeszczepianie rogówki), kontaktologii, koherencyjnej tomografii optycznej.